# Брідженд (фільм)
«Брідженд» (англ. Bridgend) — данський драматичний фільм, знятий Йєппе Ронде. Світова прем'єра стрічки відбулась 25 січня 2015 року на Роттердамському міжнародному кінофестивалі. Прем'єра в Україні відбулася 11 липня 2015 року на міжнародному конкурсі Одеського кінофестивалю. Фільм розповідає про стосунки між підлітками та їхніми батьками на тлі таємничої серії самогубств.

## У ролях
- Ханна Мюррей — Сара
- Стівен Воддінгтон — Дейв
- Джош О'Коннор — Джеймі
- Едріен Роулінс — Вікар
- Патрісія Поттер — Рейчел

## Визнання
| Нагороди та номінації фільму «Брідженд» | Нагороди та номінації фільму «Брідженд»           | Нагороди та номінації фільму «Брідженд» | Нагороди та номінації фільму «Брідженд» | Нагороди та номінації фільму «Брідженд» | Нагороди та номінації фільму «Брідженд» |
| Рік                                     | Кінопремія / Кінофестиваль                        | Категорія / Нагорода                    | Номінант                                | Результат                               |                                         |
| --------------------------------------- | ------------------------------------------------- | --------------------------------------- | --------------------------------------- | --------------------------------------- | --------------------------------------- |
| 2015                                    | Роттердамський міжнародний кінофестиваль          | «Тигр» за найкращий фільм               | «Брідженд»                              | Номінація                               |                                         |
| 2015                                    | Афінський міжнародний кінофестиваль               | «Золота Афіна» за найкращий фільм       | «Брідженд»                              | Номінація                               |                                         |
| 2015                                    | CPH:PIX                                           | Ґран-прі «Новий талант»                 | «Брідженд»                              | Номінація                               |                                         |
| 2015                                    | Міжнародний кінофестиваль «Фантазія»              | Нагорода AQCC                           | «Брідженд»                              | Перемога                                |                                         |
| 2015                                    | Міжнародний кінофестиваль «Фантазія»              | Приз AQCC                               | «Брідженд»                              | Перемога                                |                                         |
| 2015                                    | Гетеборзький кінофестиваль                        | Найкращий дебютний фільм                | «Брідженд»                              | Спеціальна згадка                       |                                         |
| 2015                                    | Мангейм-Гайдельберзький міжнародний кінофестиваль | Найкращий фільм                         | «Брідженд»                              | Спеціальна згадка                       |                                         |
| 2015                                    | Мангейм-Гайдельберзький міжнародний кінофестиваль | Нагорода найкращому новачку             | Йєппе Ронде                             | Номінація                               |                                         |
| 2015                                    | Невшательський міжнародний кінофестиваль          | «Нарцис» за найкращий фільм             | «Брідженд»                              | Номінація                               |                                         |
| 2015                                    | Трайбекський міжнародний кінофестиваль            | Найкращий художній фільм                | «Брідженд»                              | Номінація                               |                                         |
| 2015                                    | Трайбекський міжнародний кінофестиваль            | Найкраща акторка                        | Ганна Мюррей                            | Перемога                                |                                         |
| 2015                                    | Трайбекський міжнародний кінофестиваль            | Найкраща операторська робота            | Магнус Норденгоф Йонк                   | Перемога                                |                                         |
| 2015                                    | Трайбекський міжнародний кінофестиваль            | Нагорода найкращому новачку             | Олів'є Бугге Кутте                      | Перемога                                |                                         |
| 2015                                    | Одеський міжнародний кінофестиваль                | «Золотий дюк» за найкращий фільм        | «Брідженд»                              | Номінація                               |                                         |
| 2015                                    | Антальський міжнародний кінофестиваль             | «Золота помаранча» за найкращий фільм   | «Брідженд»                              | Номінація                               |                                         |